# 2019年世界大賽
2019年世界大賽（2019 World Series），也是美國職棒大聯盟第115屆總冠軍賽，於2019年10月22日到10月30日，由美國聯盟冠軍休士頓太空人與國家聯盟冠軍華盛頓國民舉行七戰四勝的系列賽。本屆更創下史上第一次7戰皆是客隊獲勝。而且國民隊更是第一支在例行賽，一度敗場比勝場多12場最後還能晉級的球隊，進入季後賽從外卡開始，最後打進世界大賽奪下冠軍。

## 出線過程
|  | 外卡賽 (美聯外卡賽, 國聯外卡賽) | 外卡賽 (美聯外卡賽, 國聯外卡賽) | 外卡賽 (美聯外卡賽, 國聯外卡賽) |  |   | 分區賽 (美聯分區賽, 國聯分區賽) | 分區賽 (美聯分區賽, 國聯分區賽) | 分區賽 (美聯分區賽, 國聯分區賽) |              |   | 聯盟冠軍賽 (美聯冠軍賽, 國聯冠軍賽) | 聯盟冠軍賽 (美聯冠軍賽, 國聯冠軍賽) | 聯盟冠軍賽 (美聯冠軍賽, 國聯冠軍賽) |  |  | 世界大賽 | 世界大賽     | 世界大賽 |
|  |                                 |                                 |                                 |  |   |                                 |                                 |                                 |              |   |                                     |                                     |                                     |  |  |          |              |          |
|  |                                 |                                 |                                 |  |   | 1                               | 休士頓太空人                    | 3                               |              |   |                                     |                                     |                                     |  |  |          |              |          |
|  | 4                               | 奧克蘭運動家                    | 0                               |  |   | 5                               | 坦帕灣光芒                      | 2                               |              |   |                                     |                                     |                                     |  |  |          |              |          |
|  | 4                               | 奧克蘭運動家                    | 0                               |  | 1 | 5                               | 坦帕灣光芒                      | 2                               | 休士頓太空人 | 4 |                                     |                                     |                                     |  |  |          |              |          |
|  | 5                               | 坦帕灣光芒                      | 1                               |  | 1 |                                 | 美國聯盟                        | 美國聯盟                        | 美國聯盟     | 4 |                                     |                                     |                                     |  |  |          |              |          |
|  | 5                               | 坦帕灣光芒                      | 1                               |  | 2 | 紐約洋基                        | 美國聯盟                        | 美國聯盟                        | 美國聯盟     | 2 |                                     |                                     |                                     |  |  |          |              |          |
|  |                                 |                                 |                                 |  |   | 紐約洋基                        | 2                               | 紐約洋基                        | 3            | 2 |                                     |                                     |                                     |  |  |          |              |          |
|  |                                 |                                 |                                 |  |   |                                 | 2                               | 紐約洋基                        | 3            |   |                                     |                                     |                                     |  |  |          |              |          |
|  |                                 |                                 |                                 |  |   | 3                               | 明尼蘇達雙城                    | 0                               |              |   |                                     |                                     |                                     |  |  |          |              |          |
|  |                                 |                                 |                                 |  |   |                                 |                                 |                                 |              |   |                                     |                                     |                                     |  |  | AL1      | 休士頓太空人 | 3        |
|  |                                 |                                 |                                 |  |   |                                 |                                 | NL4                             | 華盛頓國民   | 4 |                                     |                                     |                                     |  |  |          |              |          |
|  |                                 |                                 |                                 |  |   | 1                               | 洛杉磯道奇                      | 2                               |              |   |                                     |                                     |                                     |  |  |          |              |          |
|  | 4                               | 華盛頓國民                      | 1                               |  |   | 4                               | 華盛頓國民                      | 3                               |              |   |                                     |                                     |                                     |  |  |          |              |          |
|  | 4                               | 華盛頓國民                      | 1                               |  | 4 | 4                               | 華盛頓國民                      | 3                               | 華盛頓國民   | 4 |                                     |                                     |                                     |  |  |          |              |          |
|  | 5                               | 密爾瓦基釀酒人                  | 0                               |  | 4 |                                 | 國家聯盟                        | 國家聯盟                        | 國家聯盟     | 4 |                                     |                                     |                                     |  |  |          |              |          |
|  | 5                               | 密爾瓦基釀酒人                  | 0                               |  | 3 | 聖路易紅雀                      | 國家聯盟                        | 國家聯盟                        | 國家聯盟     | 0 |                                     |                                     |                                     |  |  |          |              |          |
|  |                                 |                                 |                                 |  |   | 聖路易紅雀                      | 2                               | 亞特蘭大勇士                    | 2            | 0 |                                     |                                     |                                     |  |  |          |              |          |
|  |                                 |                                 |                                 |  |   |                                 | 2                               | 亞特蘭大勇士                    | 2            |   |                                     |                                     |                                     |  |  |          |              |          |
|  |                                 |                                 |                                 |  |   | 3                               | 聖路易紅雀                      | 3                               |              |   |                                     |                                     |                                     |  |  |          |              |          |

## 休士頓太空人對華盛頓國民
國民4勝3負拿下冠軍
| 場次 | 客隊         | 比分  | 主隊         | 日期     | 場地       | 觀眾人數 |
| ---- | ------------ | ----- | ------------ | -------- | ---------- | -------- |
| 1    | 華盛頓國民   | 5：4  | 休士頓太空人 | 10月22日 | 美粒果球場 | 43,339   |
| 2    | 華盛頓國民   | 12：3 | 休士頓太空人 | 10月23日 | 美粒果球場 | 43,357   |
| 3    | 休士頓太空人 | 4：1  | 華盛頓國民   | 10月25日 | 國民球場   | 43,867   |
| 4    | 休士頓太空人 | 8：1  | 華盛頓國民   | 10月26日 | 國民球場   | 43,889   |
| 5    | 休士頓太空人 | 7：1  | 華盛頓國民   | 10月27日 | 國民球場   | 43,910   |
| 6    | 華盛頓國民   | 7：2  | 休士頓太空人 | 10月29日 | 美粒果球場 | 43,384   |
| 7    | 華盛頓國民   | 6：2  | 休士頓太空人 | 10月30日 | 美粒果球場 | 43,326   |

## 比賽結果

### 10月22日 第一場
德克薩斯州，休士頓，美粒果球場
太空人首局先靠尤里斯基·古力歐敲適時二壘安打，攻下2分，對今年季後賽尚未失掉超過1分的格里特·柯爾看似足夠，不過他被國民隊35歲的萊恩·齊默爾曼和20歲的胡安·索托攜手於2、4局上開轟，追平比分。
5局上，國民再追擊，伊頓敲突破僵局的安打，隨後胡安·索托再補上適時二壘安打，幫球隊單局攻下3分大局。胡安·索托連同1次盜壘成功，成為史上最年輕在世界大賽貢獻3打點和1盜壘的球員。
太空人隊柯爾仍撐7局掉5分退場，國民先發投手麥斯·薛澤則是5局掉2分，6局下先讓3巨頭之一的派翠克·柯賓吃1局，隨後由牛棚接手。太空人在比賽後段展現追分實力，喬治·史普林格先在7局下開轟，8局下又敲適時安打，一度追至1分差。不過最後國民隊依舊順利守成，以5比4險勝。這也讓國民隊在季後賽達成7連勝，而柯爾也終止連續先發19場19勝的紀錄。
| 華盛頓國民 | 0 | 1 | 0 | 1 | 3 | 0 | 0 | 0 | 0 | 5 | 9  | 0 |
| 休士頓太空人 | 2 | 0 | 0 | 0 | 0 | 0 | 1 | 1 | 0 | 4 | 10 | 0 |
| 勝投： 麥斯·薛澤(1–0) 敗投： 格里特·柯爾(0–1) 救援成功： Sean Doolittle(1) 全壘打： 國民：萊恩·齊默爾曼（2上，1分）、胡安·索托（4上，1分） 太空人：喬治·史普林格(7下，1分) |   |   |   |   |   |   |   |   |   |   |    |   |

### 10月23日 第二場
德克薩斯州，休士頓，美粒果球場
第1局2隊強投都出狀況，賈斯丁·韋蘭德因保送與2支安打包括安東尼·倫登的二壘安打失2分，但艾力克斯·布萊格曼也在1局下從史蒂芬·史崔斯伯格手中轟出2分砲稍稍紓解季後賽低迷的狀態。
此後6局打完雙方仍平手，而已投98球的賈斯丁·韋蘭德於7局上就被鈴木清揮出打破僵局的陽春砲，隨後又投出保送退場，太空人牛棚在2出局2人在壘時敬遠胡安·索托，這也是該年太空人在例行賽及季後賽第一次對打者使出敬遠。不過國民隊的攻勢並沒有停止，後面連續3支安打加上布萊格曼多次的守備狀況讓國民單局灌進6分，取得8比2領先。
8局上，國民靠著包括亞當·伊頓的2分砲在內再添加3分，9局上麥可·A·泰勒也開轟，至此12比2將差距擴大到10分；9局下，馬丁·馬唐納多擊出陽春砲，不過國民隊還是以12比3大勝太空人，不僅在系列賽取得2比0領先，他們也在季後賽取得8連勝追平大聯盟紀錄。
| 華盛頓國民 | 2 | 0 | 0 | 0 | 0 | 0 | 6 | 3 | 1 | 12 | 14 | 2 |
| 休士頓太空人 | 2 | 0 | 0 | 0 | 0 | 0 | 0 | 0 | 1 | 3  | 9  | 1 |
| 勝投： 史蒂芬·史崔斯伯格 (1–0) 敗投： 賈斯丁·韋蘭德 (0–1) 全壘打： 國民：鈴木清 (7上，1分)、亞當·伊頓 (8上，2分)、麥可·A·泰勒 (9上，1分) 太空人：艾力克斯·布萊格曼（1下，2分）、馬丁·馬唐納多（9下，1分） |   |   |   |   |   |   |   |   |   |    |    |   |

### 10月25日 第三場
華盛頓哥倫比亞特區，國民球場
2局上柯瑞亞（Carlos Correa）1出局敲出二壘安打，這也是他在世界大賽的首支長打，下一棒瑞迪克（Josh Reddick）在1好2壞情況下打了1顆外角指叉球形成三、游後方的德州安打，二壘上的柯瑞亞靠著精準的判斷奔回本壘幫助太空人先馳得點！
3局上荷西·奧圖維一上來就敲出二壘安打，下一棒布萊德利（Michael Brantley）中間方向的安打送回『阿土伯』，太空人攻下第2分。5局上1出局，奧圖維敲出單場第2支二壘安打，布萊德利複製3局上的得分模式補上右外野安打，太空人打下第3分，布萊德利2分打點都是送回奧圖維。
前3局挨了5支安打，還在3局下用三振化解滿壘危機的葛蘭基，4局下1出局後挨了羅布里斯（Victor Robles）在世界大賽的首支三壘安打，一壘上獲得保送的席曼門（Ryan Zimmerman）連奔三個壘包，國民打破鴨蛋追到1：2僅1分落後。
5局下葛蘭基面對首位打者伊頓（Adam Eaton）就被敲出安打，2出局後卡布瑞拉補上二壘安打形成二、三壘有人，太空人更換投手，葛蘭基4.2局投球送出6次三振挨了7支安打在3：1領先時退場，接替的詹姆斯（Josh James）和席曼門纏鬥8球送出關鍵三振，守住球隊2分領先。
6局上太空人捕手奇里諾斯（Robinson Chirinos）打出擊中左外野標竿的陽春砲，這一棒也打退國民先發投手桑契斯，他這場比賽5.1局投球被打10支安打包括1轟丟掉4分。
太空人打線這場比賽擊出11支安打，其中有3支二壘安打、1支全壘打攻下4分，先發投手葛蘭基4.2局投球僅失1分，牛棚5任投手聯手送出7次三振，僅被擊出2支零星安打。太空人終場4：1擊敗國民拿下世界大賽首勝！
| 休士頓太空人 | 0 | 1 | 1 | 0 | 1 | 1 | 0 | 0 | 0 | 4 | 11 | 0 |
| 華盛頓國民 | 0 | 0 | 0 | 1 | 0 | 0 | 0 | 0 | 0 | 1 | 9  | 2 |
| 勝投： Josh James (1–0) 敗投： Aníbal Sánchez(0–1) 救援成功： Roberto Osuna（1） 全壘打： 太空人：羅賓森·齊利諾斯（6上，1分） 國民：無 |   |   |   |   |   |   |   |   |   |   |    |   |

### 10月26日 第四場
華盛頓哥倫比亞特區，國民球場
此役開局國民先發派翠克·柯賓就遇上失分危機，在三振史普林格（George Springer）後，連續被奧圖維、布蘭特利（Michael Brantley）、布萊格曼和葛瑞爾（Yuli Gurriel）擊出4支安打，太空人取得2分領先，隨後柯賓以雙殺結束太空人首局攻勢。
太空人4局上攻勢再起，柯賓對柯瑞亞（Carlos Correa）投出保送後，遭羅賓森·齊利諾斯轟出一發飛越左外野大牆的兩分砲，讓打線表現沉悶的國民陷入4分落後。
太空人菜鳥先發尤奎迪（Jose Urquidy）先發5局僅被敲2支零星安打，投出4次三振，完全封鎖國民打線，中繼詹姆斯（Josh James）接替登板，索托（Juan Soto）在二、三壘有人點圈機會，擊出內野滾地球送回三壘隊友，國民終於敲進本場第1分。
儘管國民好不容易突破封鎖，但太空人馬上於7局上追加保險分，靠著2次保送、1支安打攻佔滿壘，接著布萊格曼從費南多·羅尼手中撈出一發滿貫砲，太空人擴大至8比1領先，也宣判國民隊的死刑。
| 休士頓太空人 | 2 | 0 | 0 | 2 | 0 | 0 | 4 | 0 | 0 | 8 | 13 | 1 |
| 華盛頓國民 | 0 | 0 | 0 | 0 | 0 | 1 | 0 | 0 | 0 | 1 | 4  | 0 |
| 勝投： José Urquidy (1–0) 敗投： 派翠克·柯賓(0–1) 全壘打： 太空人：羅賓森·齊利諾斯（4上，2分）、艾力克斯·布萊格曼（7上，4分） 國民：無 |   |   |   |   |   |   |   |   |   |   |    |   |

### 10月27日 第五場
華盛頓哥倫比亞特區，國民球場
國民隊原本預計派出麥斯·薛澤先發，不過薛澤在賽前卻因為頸部不適而無法先發，改由Joe Ross臨時頂替。而太空人也把握住機會，約爾丹·艾爾法瑞茲在2局上擊出2分砲取得領先。2局下，國民靠著胡安·索托和霍伊·肯德瑞克的相繼安打，形成一、三壘有人，不過萊恩·齊默爾曼遭到三振，Victor Robles敲雙殺打，球隊的攻勢也隨即瓦解。
4局上，太空人靠著卡洛斯·柯瑞亞的2分砲，將比分拉開到4比0。國民隊在7局下終於靠著胡安·索托的陽春砲追回1分。不過太空人在8、9兩局靠著安打以及喬治·史普林格的2分砲在內再攻下3分，最終太空人7比1帶走勝利，系列賽3勝2敗逆轉聽牌。
頂替薛澤先發的Joe Ross主投5局失4分，以一個臨時接替先發的投手來說表現其實不算太差，不過柯爾的表現更好，他主投7局僅失1分拿下勝投。太空人也在系列賽取得聽牌優勢。
| 休士頓太空人 | 0 | 2 | 0 | 2 | 0 | 0 | 0 | 1 | 2 | 7 | 10 | 0 |
| 華盛頓國民 | 0 | 0 | 0 | 0 | 0 | 0 | 1 | 0 | 0 | 1 | 4  | 0 |
| 勝投： 格里特·柯爾(1–1) 敗投： Joe Ross(0–1) 全壘打： 太空人：約爾丹·艾爾法瑞茲（2上，2分）、卡洛斯·柯瑞亞（4上，2分）、喬治·史普林格(9上，2分) 國民：胡安·索托（7下，1分） |   |   |   |   |   |   |   |   |   |   |    |   |

### 10月29日 第六場
德克薩斯州，休士頓，美粒果球場
雙方首局都有所斬獲，國民的崔亞·特納靠著安打及推進來到得點圈，接著Rendon的適時安打為國民首開紀錄。但下個半局太空人也立即反撲，「春天哥」喬治·史普林格率先擊出長打上壘，再藉由暴投來到三壘，下一棒的荷西·奧圖維高飛犧牲打先助球隊追平，2出局後艾力克斯·布萊格曼再扛出左外野大牆，一棒逆轉比分來到2比1。
接著3局雙方都有零星攻勢，但沒能有適時一擊，直到5上國民亞當·伊頓的陽春砲助隊追平後，「國民新希望」胡安·索托在2出局後再補上一發陽春砲，一舉反超成3比2。7上特納在壘上有人時的軟弱滾地球，遭主審判定為妨礙守備，打者出局且跑者回到一壘，經過輔助判決仍維持原判，而國民隊總教練Dave Martinez也因為向主審抗議遭到驅逐出場，成為大聯盟23年來第一位在世界大賽被驅逐出場的總教練。不過2出局後安東尼·倫登面對今年季後賽一分未失的Will Harris擊出2分砲，國民隊依舊將比分拉開到5比2。
Anthony Rendon在9上再度建功，一、二壘有人時右外野深遠長打再帶有2分打點，為這場比賽定調。而先發投手史蒂芬·史崔斯伯格在度過了首局的亂流後隨即回穩，儘管曾讓對手佔上得點圈，但都能有效化解危機，最終他用了104球主投8.1局，飆出7張老K僅失2分奪下關鍵一勝；太空人先發投手賈斯丁·韋蘭德則苦吞敗仗，世界大賽勝投依舊未能開張。終場國民就以7比2再於客場奪勝，將系列賽逼進決勝第7戰。這也是世界大賽史上首次前6場比賽都由客隊拿下勝利。
| 華盛頓國民 | 1 | 0 | 0 | 0 | 2 | 0 | 2 | 0 | 2 | 7 | 9 | 0 |
| 休士頓太空人 | 2 | 0 | 0 | 0 | 0 | 0 | 0 | 0 | 0 | 2 | 6 | 0 |
| 勝投： 史蒂芬·史崔斯伯格 (2–0) 敗投： 賈斯丁·韋蘭德 (0–2) 全壘打： 國民：亞當·伊頓（5上，1分）、胡安·索托（5上，1分）、安東尼·倫登（7上，2分） 太空人：艾力克斯·布萊格曼（1下，1分） |   |   |   |   |   |   |   |   |   |   |   |   |

### 10月30日 第七場
德克薩斯州，休士頓，美粒果球場
國民推出第五戰因為頸部不適跳過先發的薛澤（Max Scherzer）登板。他顯然並沒有回復到最佳狀態，主投5局被敲出7支安打含一發全壘打、僅有3次三振卻投出了高達4次保送。但他靠著經驗多次化解危機，讓太空人留下了九個殘壘，最後僅失2分，將傷害降到最低。此時國民隊不得不換下帶傷出賽且用球數已經破百的薛澤，推出季後賽表現並不理想而被移出先發輪值的左投柯賓（Patrick Corbin）接手，沒想到他中繼3局無失分，僅被擊出2支一壘安打且沒有任何保送，完全封鎖太空人打線。
太空人先發投手葛蘭基（Zack Greinke）前6局讓國民隊一籌莫展，僅有被打出1支一壘安打和投出1次保送，帶著2分領先進入到第7局投球。但7局上1出局後被倫登敲出全壘打後、再對索托投出保送退場；而接替的哈里斯（Will Harris）只投了2顆球就被肯德瑞克扛出一發直擊右線標竿的兩分砲，國民以3比2逆轉超前。而後兩局國民打線氣勢一發不可收拾，再靠著太空人守備失誤的幫忙下，持續擴大領先分數。最終，國民隊的牛棚投手Daniel Hudson在9局下完成了三上三下的關門，國民以6比2擊敗勁敵太空人，拿下隊史首座世界大賽冠軍。
而這也是大聯盟史上，甚至是北美四大職業運動史上，在七戰四勝制的系列賽裡，第一次全部由客場球隊拿下勝利的系列賽。
| 華盛頓國民 | 0 | 0 | 0 | 0 | 0 | 0 | 3 | 1 | 2 | 6 | 9 | 0 |
| 休士頓太空人 | 0 | 1 | 0 | 0 | 1 | 0 | 0 | 0 | 0 | 2 | 9 | 1 |
| 勝投： 派翠克·柯賓(1–1) 敗投： Will Harris(0–1) 全壘打： 國民：安東尼·倫登（7上，1分）、霍伊·肯德瑞克（7上，2分） 太空人：尤里斯基·古力歐（2下，1分） |   |   |   |   |   |   |   |   |   |   |   |   |

## 焦點球員

### 太空人
- 喬治·史普林格在世界大賽第1場擊出全壘打，讓他達成世界大賽連5場比賽開轟。[9]

- 賈斯丁·韋蘭德雖然在世界大賽第2場吞敗，寫下世界大賽先發5連敗的難堪紀錄。不過他也在該場比賽達成季後賽200次三振，超越約翰·史摩茲成為史上第一。[10]

- Jose Urquidy在第4場先發5局無失分，而這是他生涯首次在季後賽先發。他也成為大聯盟繼1969年來第二位在世界大賽達成季後賽初次先發且無失分的菜鳥投手，前一位是2007年的喬恩·萊斯特。[11]

- 艾力克斯·布萊格曼在第4場成為第一位在世界大賽締造單場5分打點的三壘手。[12]

- 卡洛斯·柯瑞亞在第5場擊出一發2分砲，讓他在世界大賽累積3發全壘打，與德瑞克·基特並列成為在世界大賽擊出最多全壘打的游擊手。[13]

### 國民
- 第一戰一局上半的首名打者崔亞·特納是隊史在世界大賽登場的第一名選手，他這個打席的一壘安打是隊史在世界大賽的第一支安打。他馬上在第二棒打擊時跑出了隊史在世界大賽的第一次盜壘成功，進佔得點圈，不過沒有得分。

- 莱恩·齐默尔曼第一戰二局上半的陽春砲是隊史在世界大賽的首轟、首打點、以及第一分，國民隊則是第一支由本隊的首輪選秀球員敲出隊史世界大賽首轟的球隊。而齊默爾曼正好是國民隊搬家到華盛頓後第一個在選秀挑中的球員。

- 史蒂芬·史崔斯伯格在季後賽投出5勝0敗，這是大聯盟史上第三次有投手在單一年度的季後賽拿下5勝（前兩位是2001年響尾蛇隊的藍迪·強森和2002年天使隊的K-Rod），史崔斯柏格跟前兩位一樣拿下了世界大賽的冠軍，還是這之中第一個沒有敗投的人。[14]而他也成為史上第一位拿下世界大賽MVP的選秀狀元。[15][16]

- 霍伊·肯德瑞克在第7場的7局上擊出逆轉2分砲，也讓國民最終拿下勝利。

- 曾在底特律老虎隊當過一陣子隊友的Scherzer和Sánchez兩人，在國民隊重聚後一同拿下生涯第一枚冠軍戒指，也正式代表老虎隊在2014年的先發輪值五人全數在離隊後奪冠（剩下三人分別為2017年隨太空人奪冠的Verlander，以及2018年紅襪隊的Price、Porcello，而Verlander和Price更是拿下了象徵季後賽最佳球員的貝比魯斯獎）。而老虎隊自2014年賽季結束拆散這組超豪華輪值（其中三位分別是前三年2011~2013的美聯賽揚獎得主、未來2016年的美聯賽揚獎得主Porcello、曾在2013賽揚票選高居第四名的Sánchez）後，一直到2019年間都不曾進過季後賽（精確來說，老虎隊在2014開季時的先發輪值中沒有Price，而是Smyly。老虎隊在季中和光芒隊進行交易，將Smyly送過去而換到了Price，而Smyly最後也在2021年隨著勇士隊奪下了世界大賽冠軍）。